# Chiusaforte
Chiusaforte là một đô thị ở tỉnh Udine trong vùng Friuli-Venezia Giulia thuộc Ý, có cự ly khoảng 90 km về phía tây bắc của Trieste và khoảng 40 km về phia bắc của Udine, ở biên giới với Slovenia. Tại thời điểm ngày 31 tháng 12 năm 2004, đô thị này có dân số 792 người và diện tích là 100,6 km².
Đô thị Chiusaforte có các frazioni (đơn vị cấp dưới, chủ yếu là các làng) Saletto và Sella Nevea.
Chiusaforte giáp các đô thị: Dogna, Malborghetto Valbruna, Moggio Udinese, Bovec (Slovenia), Resia, Resiutta, Tarvisio.